# Phyllobrotica vittata
Phyllobrotica vittata es una especie de insecto coleóptero de la familia Chrysomelidae. Fue descrita en 1893 por Horn.